# Sovjet (råd)
Sovjet är ryska för "råd" och ett begrepp som användes inom den ryska socialismen under tidigt 1900-tal, samt ett statsrättsligt begrepp i Sovjetunionen.

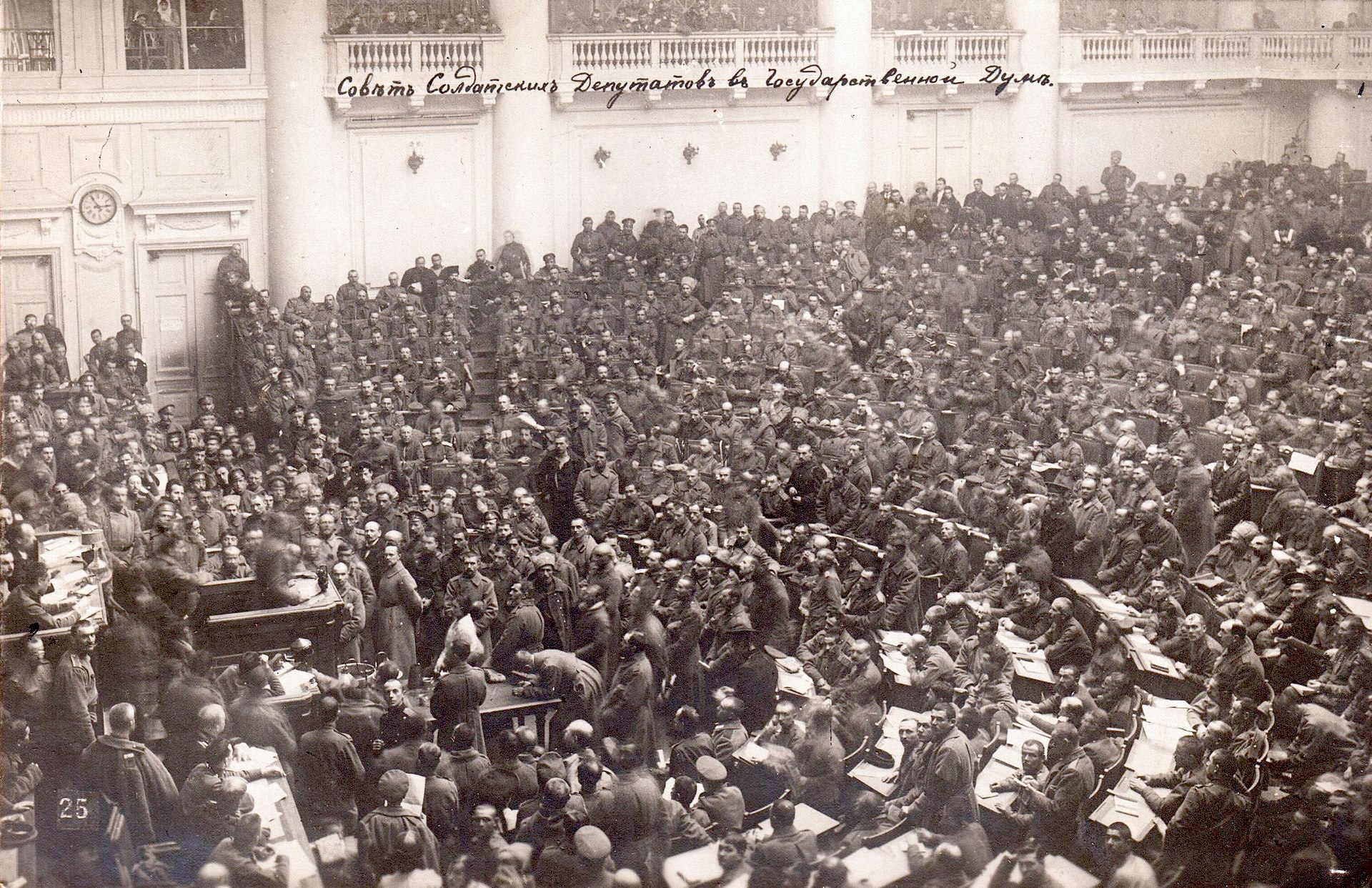
Rådet i Sankt Petersburg 1917.

Begreppet betecknar de lokala och självständiga råd som bildades av arbetare, bönder och soldater för att utöva direktdemokrati på gräsrotsnivå. Råden bestod av valda delegater och baserades på ”rotation”, d.v.s. principen att de valda representanterna successivt ersattes av andra, för att öka deltagarnas delaktighet och överblick. De första sovjeterna uppstod under ryska revolutionen 1905, därefter i större skala under februarirevolutionen 1917.
Så småningom blev högsta sovjet namnet på Sovjetunionens parlament och även för motsvarande församlingar i unionens delstater.
”Sovjet” används ofta som kortform för Sovjetunionen. Sovjeterna i Sovjetunionen var verksamma tills krigskommunismen samt även efter det.